# 測量機器
測量機器（そくりょうきき、surveying instruments）は、測量を行うための機械と用具。 

## 概要
世界中で使用されている主な測量機器は、セオドライト、測定テープ、トータルステーション、3Dスキャナー、レーザートラッカー、GPS / GNSS、レベルおよびロッドなどがある。ほとんどは、使用中に三脚に取り付けられる。一方でテープやメジャーは、より短い距離の測定によく使用される。3Dスキャナーとさまざまな形式の航空写真も使用される。 
セオドライトは、角度を測定するための器具。2つの別々の円、分度器またはアリダードを使用し、水平面と垂直面の角度を測定。トラニオンに取り付けられた望遠鏡は、ターゲットオブジェクトに対して垂直に配置され、上部のセクション全体が回転して、水平方向に整列します。垂直円は、天頂角と呼ばれる、望遠鏡が垂直に対して作る角度を測定。水平の円は、上部プレートと下部プレートを使用。調査を開始すると、調査員は機器を既知の方向（ベアリング）に向け、下部プレートを所定の位置に固定。その後、機器を回転させて、他の物体への方位を測定。方位が不明な場合、または直接角度測定が必要な場合、最初の視界中に機器をゼロに設定して次に、最初のオブジェクト、セオドライト自体、望遠鏡が整列するアイテムの間の角度を読み取る。
gyrotheodoliteは、基準マークの非存在下で、それ自体を配向するためにジャイロスコープを使用するセオドライトの形態で、地下アプリケーションで使用される。
トータルステーションは、電子距離測定装置（EDM）とセオドライトの開発です。トータルステーションは、水平面に設定されている場合、レベリングに使用できます。導入以来、トータルステーションは、光学機械から完全に電子的なデバイスに移行。 
レベルやセオドライトなどの測量機器は、角度偏差、水平、垂直、傾斜距離の正確な測定に使用されるが、コンピュータ化により電子距離測定（EDM）、トータルステーション、GPS測量、レーザースキャンも従来の光学機器を補完（および大幅に置き換え）している。    
レベルで水平角も垂直角も測定し、水準器と望遠鏡を組み合わせて測定者がレベル平面に沿って視線を視覚的に確立できるようにするが、スタッフ尺と一緒に使用すると、ある場所から別の場所に標高を転送するために利用できる。このほか標高を観測する別の方法は、両端のホースの水位は同じ標高になるといった透明なホースで水を使用する方法がある。二重直角プリズムがグリッドパターンを検証し、レイアウトエラーを特定する。   
トータルステーションは、もともと鉱業調査で使用されていた主要な測量手段であった。トータルステーションを使用して、トンネルの壁、天井（背面）、および床の絶対位置を記録し、地下鉱山の樋押採掘を駆動。記録されたデータは、 CADプログラムにダウンロードされ、設計されたトンネルのレイアウトと比較されるのである。    
測量パーティーはコントロールステーションを等間隔にインストールするが、これらは壁または後ろに開けられた穴のペアに取り付けられた小さいスチールプラグである。壁ステーションのために2つのプラグが逆の壁に取り付けられて、流れと直角なラインを形成する。後ろのステーションのために、2つのプラグが後ろに取り付けられて、平行したラインを形成する。
プラグのセットを使用して、交差点と切除によってプラグの測定値を処理することにより、ドリフトまたはトンネルに設置されたトータルステーションで見つけることができるのである。  

## 主な測量機器
- コスモラベ (Cosmolabe)
- ディオプトラ (Dioptra)
- セオドライト
  - ハーフセオドライト
  - 普通セオドライト
  - シンプルセオドライト
  - グレードセオドライト (Great theodolite) 
  - 非通過セオドライト
  - トランジットセオドライト
  - 秒セオドライト
  - 電子セオドライト
  - 採掘用セオドライト
  - サスペンションセオドライト
  - 旅行セオドライト
  - パイバルセオドライト
  - 登録セオドライト
  - ジャイロセオドライト (Gyro-theodolite) 
  - 建設用セオドライト
  - フォトセオドライト
  - ロボットセオドライト
  - バーニエセオドライト
- タキメーター (Tachymeter (surveying))
- グラフメーター (Graphometer)
- ユニバーサル機器 (Universal instrument (surveying))
- トランシット
- トータルステーション
- 水準器
- 測域センサ
- 距離計
- クリノメーター
- 験潮儀
- 光波測距儀
- 3Dスキャニング
- レーザートラッカー